# Leichtathletik-Weltmeisterschaften 2019/Teilnehmer (Indonesien)
| Gelbes Symbol für Goldmedaillen mit stilisierten Olympischen Ringen | Graues Symbol für Silbermedaillen mit stilisierten Olympischen Ringen | Braundes Symbol für Bronzemedaillen mit stilisierten Olympischen Ringen |
| ------------------------------------------------------------------- | --------------------------------------------------------------------- | ----------------------------------------------------------------------- |
| —                                                                   | —                                                                     | —                                                                       |

Der Leichtathletikverband von Indonesien nahm an den Leichtathletik-Weltmeisterschaften 2019 in Doha teil. Je eine Athletin und ein Athlet wurde vom indonesischen Verband nominiert.

## Ergebnisse

### Frauen

#### Sprung/Wurf
| Athletin            | Disziplin  | Qualifikation | Qualifikation | Finale     | Finale |
| Athletin            | Disziplin  | Weite/Höhe    | Platz         | Weite/Höhe | Platz  |
| ------------------- | ---------- | ------------- | ------------- | ---------- | ------ |
| Maria Natalia Londa | Weitsprung | 6,36 m        | 26            | DNQ        | DNQ    |

### Männer

#### Laufdisziplinen
| Athlet              | Disziplin | Vorlauf | Vorlauf | Halbfinale | Halbfinale | Finale | Finale |
| Athlet              | Disziplin | Zeit    | Platz   | Zeit       | Platz      | Zeit   | Platz  |
| ------------------- | --------- | ------- | ------- | ---------- | ---------- | ------ | ------ |
| Lalu Muhammad Zohri | 100 m     | 10,36 s | 35      | DNQ        | DNQ        | –      | –      |